# Fontaines-en-Duesmois
Fontaines-en-Duesmois este o comună în departamentul Côte-d'Or, Franța. În 2009 avea o populație de 133 de locuitori.

## Evoluția populației
| An        | 1975 | 1982 | 1990 | 1999 | 2006 | 2009 |
| --------- | ---- | ---- | ---- | ---- | ---- | ---- |
| Populație | 171  | 134  | 124  | 126  | 143  | 133  |